# Línea 908 (Argentina)
La línea 908 de autobuses es una concesión de jurisdicción nacional para el transporte de pasajeros. El servicio está actualmente operado por la empresa Ceferino SA. 
Su recorrido conecta la localidad de Viedma, cabecera del departamento Adolfo Alsina, Provincia de Río Negro, con la localidad de Carmen de Patagones, cabecera del partido Patagones, Provincia de Buenos Aires. 

## Recorrido
- Viedma - Carmen de Patagones

Desde Schieroni por esta, Guemes, Bartolomé Mitre, Garrone, Sarmiento, Alvear, Pueyredón, Puente Basilio Villarino, Hipólito Irigoyen, Betollone, Avenida Domingo Perón, Sor Vallese, Bartruille Bernardo, Celedonio Miguel, Juan de la Piedra, Fagnano, Hipólito Irigoyen, 25 de Mayo, Sanchéz de Rial, Bertollone, Puente Basilio Villarino, San Martín, Moreno, Laprida, Álvaro Barros, Rotonda Cementerio hasta J. M. Guido.

Durante el año 2012 y hasta finales de 2013 el puente ferrocarretero está cerrado por reparaciones por lo que el recorrido ha cambiado. Se calcula que en octubre o noviembre de 2013 volverá a la normalidad con la re-inauguración del mismo.